# ジョー・シュレッサー
ジョゼフ・テオデュール・マリー・“ジョー”・シュレッサー （Joseph Théodule Marie “Jo” Schlesser、1928年5月18日 - 1968年7月7日）は、フランスのレーシングドライバー。
同じくレーサーのジャン＝ルイ・シュレッサーは甥。

## 経歴
モータースポーツの経歴は1952年頃から欧州でのラリー参加が最初。1957年リエージュ-ローマ-リエージュ・ラリーでメルセデス・ベンツ・300SLを駆って総合2位を獲得。その後、1961年のル・マン24時間レースでフェラーリのワークスドライバーに抜擢されるも予選中にクラッシュ、重傷を負い出場を逃す。カムバック後は1964年のパリ1,000km耐久レース2位、1965年デイトナ24時間レースGTクラス優勝、セブリング12時間GTクラス優勝、1967年ランス12時間優勝、1968年デイトナ3位、スパ1,000km2位。同じ頃F2でもブラバムやマトラで上位を争った。ジム・クラークがロータス48で事故死した1968年4月7日のドイツホッケンハイムのF2レースにもジョー・シュレッサーはMcLaren M4A [200-18F] - Cosworth FVAで参加しており6位でフィニッシュしている。1969年からは、友人のエンジニアミッシェル・テツと共に、新たに自動車製造を始めようとしていたリジェの創設メンバーとして加入することが決まっていた。

## 最後のレース
1968年7月、シュレッサーはF1フランスグランプリにホンダ・RA302でスポット参戦することになった。彼はF1におけるレギュラードライバーの経験はなく、それまでも1966年と翌年のドイツグランプリをフォード・コスワースエンジンを載せたF2仕様のマトラで走ったのみだった。彼が起用されたのは主催者側が追加エントリーの条件としてフランス人ドライバーを乗せることを要求したためである。一方、このレースからホンダが投入することになったRA302は、ホンダの創始者本田宗一郎が固執した自然通気の空冷エンジンで、当時イギリスを本拠に活動していたホンダチームの現状をほとんど無視して日本から送りつけられてきたものだった。チーム監督だった中村良夫は、チャンピオンドライバーのジョン・サーティースの信頼と協力を得て年間優勝を賭けたこのシーズンに、日本での空冷マシン開発で人員と労力を奪われたことに忸怩たるものがあり、加えてシルバーストンでテストしたRA302はオーバーヒートがひどく、熟成が進んだRA301の調整を優先せざるをえなかった。
レース当日、重く雲の垂れ込めたフランス・ルーアンでシュレッサーのRA302はオーバーヒートを防ぐための多量のオイルを吹き出しての走行となり、また英語を解さないシュレッサーはチームとのコミュニケーションに通訳が必要で、セットアップもままならずプラクティスからスピンを繰り返した。16番グリッドからの出走（エンジンブローで満足に走らなかったマシンより速かった）となった決勝で天候は悪化し、シュレッサーのマシンは3ラップ目にメインストレート先の下りSベンドでコントロールを失い、まっすぐ土手にクラッシュ、仰向けでコース脇に落ちると満載した燃料とマグネシウムを多用したボディは激しく炎上し、彼は帰らぬ人となった。
1976年にF1参戦したフランスのコンストラクター、リジェチームのマシンの”JS”から始まる型式ナンバーは、チームオーナーのギ・リジェが親友であったシュレッサーを偲び、そのイニシャルを冠したものであった。
シュレッサーの死から20年目の1988年、ホンダはエンジンコンストラクターとしてマクラーレンと共に16戦15勝を成し遂げるが、叶わなかったイタリアグランプリでの1勝を阻んだのは、皮肉にもシュレッサーの甥のジャン＝ルイ・シュレッサーと、トップを走るアイルトン・セナの接触であった。しかもジャン＝ルイにとってはキャリア唯一のF1決勝出走レースであった。

## レース戦績

### F1
| 年     | 所属チーム                            | シャシー | 1   | 2   | 3   | 4   | 5   | 6       | 7       | 8   | 9   | 10  | 11  | 12  | WDC       | ポイント |
| ------ | ------------------------------------- | -------- | --- | --- | --- | --- | --- | ------- | ------- | --- | --- | --- | --- | --- | --------- | -------- |
| 1966年 | マトラ                                | MS5 F2   | MON | BEL | FRA | GBR | NED | GER 10  | ITA     | USA | MEX |     |     |     | NC        | 0        |
| 1967年 | マトラ／エキュリー・フォード-フランス | MS5 F2   | RSA | MON | NED | BEL | FRA | GBR     | GER Ret | CAN | ITA | USA | MEX |     | NC        | 0        |
| 1968年 | ホンダ                                | RA302    | RSA | ESP | MON | BEL | NED | FRA Ret | GBR     | GER | ITA | CAN | USA | MEX | NC (35位) | 0        |

### ル・マン24時間レース
| 年      | チーム                             | コ・ドライバー             | 使用車両                            | クラス | 周回 | 総合順位 | クラス順位 |
| ------- | ---------------------------------- | -------------------------- | ----------------------------------- | ------ | ---- | -------- | ---------- |
| 1957年  | オートモービル D.B.                | ジャン＝クロード・ヴィジル | DB・HBR-パナール                    | S750   | 126  | DNF      | DNF        |
| 1960年  | ノース アメリカ レーシング チーム  | ビル・スタージス           | フェラーリ・250 GT カリフォルニア   | GT 3.0 | 253  | DNF      | DNF        |
| 1963年  | デビッド ブラウン レーシング Dept. | ウィリアムズ・キンバリー   | アストンマーティン・DP214           | P +3.0 | 139  | DNF      | DNF        |
| 1964年  | フォード・モーター・カンパニー     | リチャード・アトウッド     | フォード・GT40 Mk.I                 | P 5.0  | 58   | DNF      | DNF        |
| 1965    | フォード・フランス S.A.            | アレン・グラント           | AC・コブラ デイトナ クーペ-フォード | GT 5.0 | 111  | DNF      | DNF        |
| 1966    | マトラ スポーツ                    | アラン・リース             | マトラ・MS620-BRM                   | P 2.0  | 100  | DNF      | DNF        |
| 1967    | フォード・フランス S.A.            | ギ・リジェ                 | フォード・GT40 Mk.IIB               | P +5.0 | 183  | DNF      | DNF        |
| Source: |                                    |                            |                                     |        |      |          |            |